# NGC 3302
NGC 3302 (również PGC 31391) – galaktyka soczewkowata (S0), znajdująca się w gwiazdozbiorze Pompy. Odkrył ją John Herschel 28 stycznia 1835 roku.